# Caprimulgus atripennis
Caprimulgus atripennis là một loài chim trong họ Caprimulgidae.